# Campeonato Europeu de Corrida de Montanha de 2013
O 19º Campeonato Europeu de Corrida de Montanha de 2013 foi organizada pela Associação Europeia de Atletismo na cidade de Borovets na Bulgária no dia 6 de julho de 2013. Contou com a presença de 216 atletas em quatro categorias, tendo como destaque a Itália com sete medalhas, sendo três de ouro.

## Resultados
Esses foram os resultados da competição.

### Sênior masculino
Individual 
| Posição           | Atleta            | País        | Tempo |
| ----------------- | ----------------- | ----------- | ----- |
| Medalha de ouro   | Bernard Dematteis | Itália      | 56.30 |
| Medalha de prata  | Alex Baldaccini   | Itália      | 57.35 |
| Medalha de bronze | Ahmet Arslan      | Turquia     | 57.47 |
| 4                 | Xavier Chevrier   | Itália      | 58.01 |
| 5                 | Steve Vernon      | Reino Unido | 58.33 |
| 6                 | Enrique Meneses   | Espanha     | 58.50 |
| 7                 | Robert Krupicka   | Chéquia     | 58.52 |
| 8                 | Chris Smith       | Reino Unido | 59.12 |
| 9                 | Shaban Mustafa    | Bulgária    | 59.14 |
| 10                | David Schneider   | Suíça       | 59.41 |

Equipe 
| Posição           | Equipe      | Pontos |
| ----------------- | ----------- | ------ |
| Medalha de ouro   | Itália      | 7      |
| Medalha de prata  | Reino Unido | 31     |
| Medalha de bronze | Turquia     | 51     |

### Sênior feminino
Individual 
| Posição           | Atleta            | País        | Tempo |
| ----------------- | ----------------- | ----------- | ----- |
| Medalha de ouro   | Andrea Mayr       | Áustria     | 51.49 |
| Medalha de prata  | Valentina Belotti | Itália      | 52.54 |
| Medalha de bronze | Mateja Kosovelj   | Eslovênia   | 53.08 |
| 4                 | Elisa Desco       | Itália      | 53.42 |
| 5                 | Renate Runnger    | Itália      | 54.05 |
| 6                 | Emma Clayton      | Reino Unido | 55.16 |
| 7                 | Christel Dewalle  | França      | 56.01 |
| 8                 | Bernadette Meier  | Suíça       | 56.12 |
| 9                 | Martina Strähl    | Suíça       | 56.25 |
| 10                | Liliana Danci     | Roménia     | 56.38 |

Equipe 
| Posição           | Equipe      | Pontos |
| ----------------- | ----------- | ------ |
| Medalha de ouro   | Itália      | 11     |
| Medalha de prata  | Suíça       | 36     |
| Medalha de bronze | Reino Unido | 52     |

### Júnior masculino
Individual 
| Posição           | Atleta              | País      | Tempo |
| ----------------- | ------------------- | --------- | ----- |
| Medalha de ouro   | Ramazan Karagoz     | Turquia   | 48.51 |
| Medalha de prata  | Sehmus Sarihan      | Turquia   | 49.54 |
| Medalha de bronze | Michele Vaia        | Itália    | 50.29 |
| 4                 | Andrei Leanca       | Roménia   | 51.05 |
| 5                 | Stefan Lustenberger | Suíça     | 51.22 |
| 6                 | Rok Bratina         | Eslovênia | 51.29 |
| 7                 | Manuel Innerhofer   | Áustria   | 51.31 |
| 8                 | Giampaolo Crotti    | Itália    | 51.45 |
| 9                 | Rusaln Fattakhov    | Rússia    | 51.57 |
| 10                | Lukas Pomezny       | Chéquia   | 52.17 |

Equipe 
| Posição           | Equipe  | Pontos |
| ----------------- | ------- | ------ |
| Medalha de ouro   | Turquia | 21     |
| Medalha de prata  | Itália  | 22     |
| Medalha de bronze | Roménia | 36     |

### Júnior feminino
Individual 
| Posição           | Atleta           | País        | Tempo |
| ----------------- | ---------------- | ----------- | ----- |
| Medalha de ouro   | Melanie Albrecht | Alemanha    | 21.50 |
| Medalha de prata  | Cesminaz Yilmaz  | Turquia     | 22.00 |
| Medalha de bronze | Lea Einfalt      | Eslovênia   | 22.46 |
| 4                 | Olga Sharpova    | Rússia      | 22.54 |
| 5                 | Julia Lettl      | Alemanha    | 23.31 |
| 6                 | Catriona Graves  | Reino Unido | 23.45 |
| 7                 | Dilyana Minkina  | Bulgária    | 23.46 |
| 8                 | Annabel Mason    | Reino Unido | 23.46 |
| 9                 | Ksenia Fedorchuk | Rússia      | 23.48 |
| 10                | Laura Maraga     | Itália      | 23.50 |

Equipe 
| Posição           | Equipe      | Pontos |
| ----------------- | ----------- | ------ |
| Medalha de ouro   | Rússia      | 24     |
| Medalha de prata  | Reino Unido | 26     |
| Medalha de bronze | Turquia     | 34     |

## Quadro de medalhas
| Ordem | País        | Medalha de ouro | Medalha de prata | Medalha de bronze | Total |
| ----- | ----------- | --------------- | ---------------- | ----------------- | ----- |
| 1     | Itália      | 3               | 3                | 1                 | 7     |
| 2     | Turquia     | 2               | 2                | 3                 | 7     |
| 3     | Áustria     | 1               | 0                | 0                 | 1     |
| 3     | Alemanha    | 1               | 0                | 0                 | 1     |
| 3     | Rússia      | 1               | 0                | 0                 | 1     |
| 6     | Reino Unido | 0               | 2                | 1                 | 3     |
| 7     | Suíça       | 0               | 1                | 0                 | 1     |
| 8     | Eslovênia   | 0               | 0                | 2                 | 2     |
| 9     | Roménia     | 0               | 0                | 1                 | 1     |